# آرتی‌پی۲

آرتی‌پی۲ به پرتغالی یعنی (O Segundo دو یا Dois برای دو نفر) یک کانال تلویزیونی ملی پرتغالی می‌باشد که توسط شرکت RTP مدیریت می‌شود. همچنین این کانال دومین کانال تلویزیونی است که از ۲۵ دسامبر ۱۹۶۸ پخش خود را در پرتغال آغاز کرد اما امروزه این کانال بدون هیچ گونه تبلیغاتی برنامه خود را پخش می‌کند و جایگزینی برای برنامه‌های کانال RTP1 می‌باشد.